# 巴加 (尼日利亚)
巴加（Baga）是位于尼日利亚东北部博尔诺州的一个小城镇，靠近乍得湖，距州府迈杜古里约196公里。在巴加镇6公里处有一个卖鱼的市场，该市场建立于2000年。巴加镇曾经处于乍得湖湖边，并且在20世纪六七十年代成为了一个渔业中心。但由于近来乍得湖面积的萎缩，使得当地渔民不得不放弃此地转移到其他地方或者是改行。

## 恐怖袭击

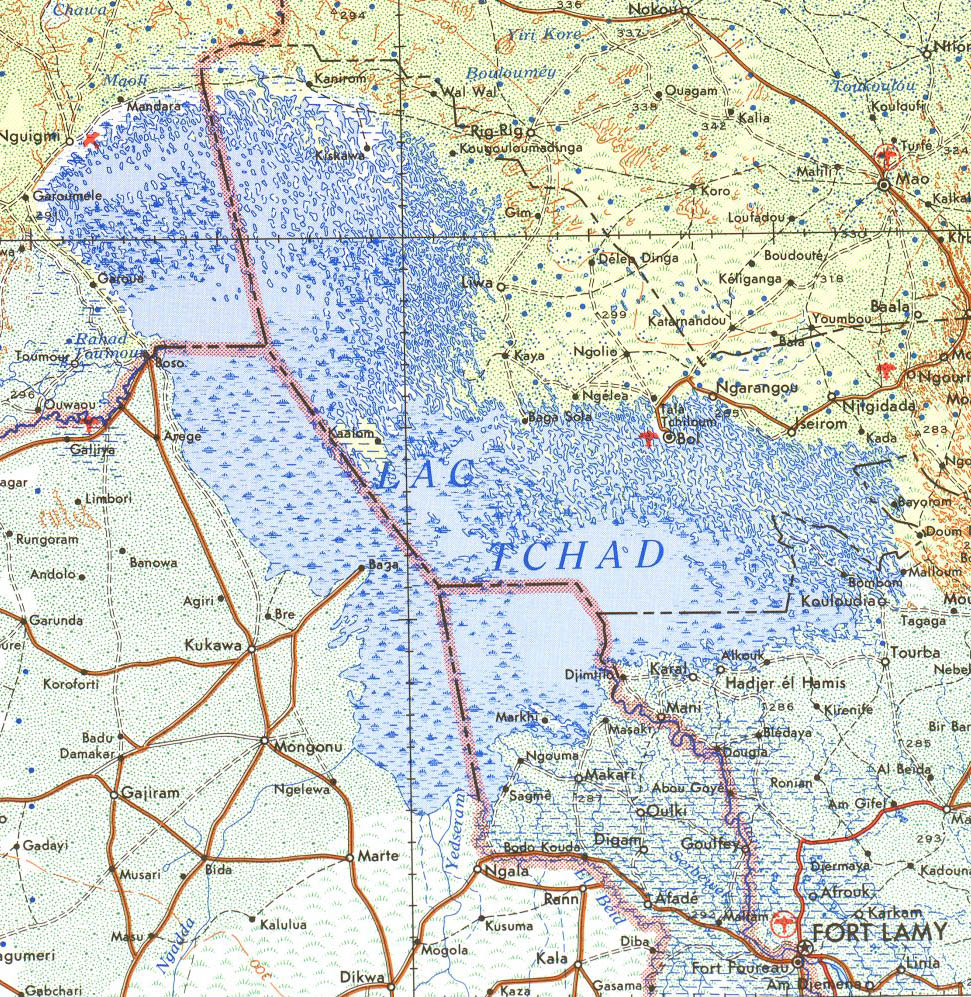
1973年乍得湖的地图，图中巴加镇位于一个伸向乍得湖的半岛上。

2013年，尼日利亚政府军与极端组织博科圣地在巴加镇的战争中，造成了当地185人死亡，2000多座房屋被毁。
2015年初，博科圣地再次袭击当地，制造了“巴加大屠杀”，大约有2000多人遭杀害，这是巴加历史上遭到的最大一起恐怖袭击，一些幸存的居民逃到了邻国乍得。